# Dallas Austin
Dallas Austin (Columbus, Georgia; 29 de diciembre de 1970) es un compositor estadounidense, conocido por ser productor y músico, con un estudio propio en Atlanta, Georgia. Sus más notables colaboraciones son con: Anastacia, TLC, Boyz II Men, Pink, Mónica, Madonna, Gwen Stefani, Janet Jackson, Namie Amuro, Michael Jackson, Aretha Franklin, Stacie Orrico, Sugababes, Bad Otro, Leona Lewis, Texas, Fishbone, Brand New Heavies y actualmente con la conocida banda británica McFly y Lady Gaga.
- Datos: Q951373